# Friedrich Ferdinand Gottlieb von Globig
Friedrich Ferdinand Gottlieb von Globig (* 5. Dezember 1771 in Dresden; † 8. September 1852 in Wildberg, Württemberg) war ein kursächsischer Geheimer Rat und Oberkammerherr.

## Leben

### Familie
Friedrich Ferdinand Gottlieb von Globig war der Sohn des Geheimrats und Konsistorialpräsidenten Hans Gotthelf von Globig und dessen zweiter Ehefrau Henriette Erdmuthe (* 1737), der Tochter des Geheimrats und Gerichtsherrn auf Trebsen, Johann Adolph von Dieskau († 1742). Er hatte vier leibliche und vier Halbgeschwister, darunter:
- Christiane Henriette Erdmutha Augusta von Globig (* 1758), verheiratet mit Freiherrn Carl Dietrich Leopold von Ende, ein Sohn des Ministers Leopold Nicolaus von Ende;

- Christiane Benedictine Johanna von Globig (* 1759), verheiratet mit dem kursächsischen Gesandten Johann Georg Heinrich von Werthern.

Er war mit der Comtesse von Fontana verheiratet, die im April 1836 verstarb. Die Ehe blieb kinderlos.
Dank einer testamentarischen Verfügung erbten er und zwei seiner Brüder 1797 das Gut Stacha bei Bischofswerda. Das Gut wurde 1799 weiterverkauft. Friedrich Ferdinand Gottlieb von Globig war seit 1800 Rittergutsbesitzer von Crölpa bei Naumburg und seit 1838 von Sürßen, einem südwestlich von Dohna gelegenem Gut.
Er verstarb während eines Kuraufenthaltes. Sein Leichnam wurde, nach der Überführung nach Dresden, auf dem dortigen Eliasfriedhof beerdigt.

### Werdegang
Friedrich Ferdinand Gottlieb von Globig immatrikulierte sich zu einem Studium der Rechtswissenschaften an der Universität Wittenberg und wurde nach Beendigung des Studiums Kammerjunker und Hofgerichts-Assessor am Hofgericht Wittenberg. 1807 erfolgte seine Ernennung zum Kammerherrn und später zum Domherrn des Stiftes Merseburg, bevor er bis 1810 zum Oberkämmerer ernannt wurde.
Der sächsische König Anton erhob ihn 1832 in den Rang und mit dem Titel eines Geheimen Rates.

## Ehrungen und Auszeichnungen
Friedrich Ferdinand Gottlieb von Globig erhielt das Ritterkreuz des Malteserordens. 1836 widmete ihm Johann ChristIan Carl Förtsch seine Schrift Johann Christian Pohle, der Heidenbekehrer in Ostindien. Er wurde am 5. Dezember 1851 von der Stadt Dresden zum Ehrenbürger ernannt, zugleich wurde er von König Friedrich August II. mit dem Komturkreuz 1. Klasse des neu geschaffenen Albrechts-Ordens ausgezeichnet.

## Mitgliedschaften
Friedrich Ferdinand Gottlieb von Globig gehörte der Leipziger Freimaurerloge Apollo an.